# Dumitru Drăgan

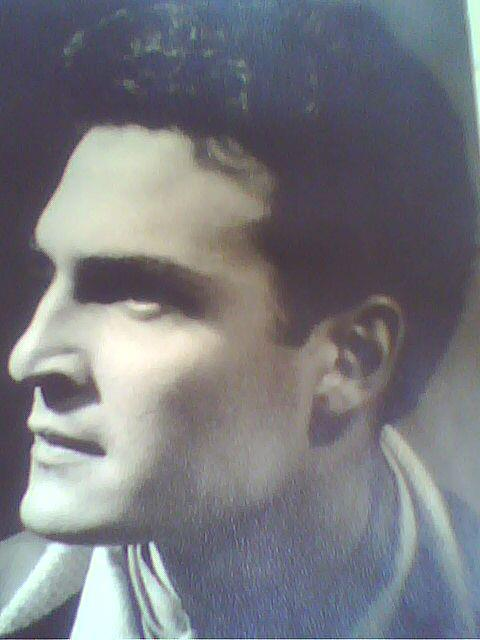
Dumitru Drăgan în rolul lui Ștefan Mares din "Secunda 58", de Dorel Dorian, 1961

Dumitru (Dimitrie) Drăgan (n. 2 decembrie 1939, București, România – d. 15 iulie 2018, Pitești, România) a fost actor român de teatru și film.

## Biografie
Născut la 2 decembrie 1939, în București, absolvent al Colegiului Național „I.L. Caragiale”, promoția 1956, a fost admis la Institutul de Artǎ Teatrală și Cinematografică "Ion Luca Caragiale" din București, unde urmează cursurile de actorie la clasa Prof. A. Pop. Marțian, cu asistenții: Horea Popescu, Ion Cojar, Mihai Berechet și Cornel Todea, colegi de promoție fiindu-i Stela Popescu, Rodica Popescu Bitănescu, Sebastian Papaiani, Anda Caropol și alții.

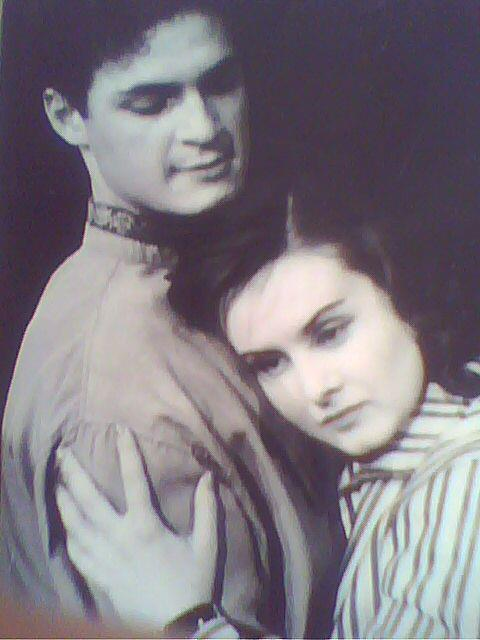
Dumitru Dragan în "Mica studenta", de Nicolai Pogodin alături de Stela Popescu, 1960

În anul 1960 își dă examenul de Diplomă cu Mica studentǎ de Nicolai Pogodin, regia Prof. A. Pop Marțian, în rolul Lev Poroșin. Dupǎ absolvirea acesteia, cere să fie repartizat la Teatrul de Stat din Baia Mare unde debutând în piesa "AVARUL" de Molière, reușește să facă spre sfârșitul piesei din personajul Cleante un alt Harpagon.
 
A fost căsătorit din anul 1967 pânǎ în anul 1991 și are trei copii, Cristian Mihai (n. 1968, Piatra Neamț), Bogdan Alexandru (n. 1970, Baia Mare) și Anca Oana (n. 1975, Pitești).
Activitatea sa artistică cuprinde peste 150 de roluri, interpretate în mai multe teatre din țară, dar mai ales Premiere Absolute ca: PERICLES, de William Shakespeare (1964); Brașov, Jocul ielelor, de Camil Petrescu (1964); Brașov, Grădina cu trandafiri, de Andi Andrieș (1963); Brașov, Rouă și tutun, de Mircea Radu Iacoban (1971); dar și roluri marcante pentru cariera sa artistică în: Pogoara iarna (Mio), de Max Anderson (1961); Maria Stuart (Miortimer), de F.Schiller (1967); Baia Mare, Avarul (Cleante) de Jean-Baptiste Molière (1960); Baia Mare, Dona Juana (Don Juan), de Radu Stanca; Clipe de viață, de W.Saroyan, cu Liviu Ciulei; Don Carlos, de F.Schiller; Pitești, Ospățul lui Trimalchio, de Cristian Munteanu (1982).
În cei 50 de ani de activitate pe scenele teatrelor din București, Brașov, Baia Mare, Piatra Neamț, Constanța și în cele din urmă la Teatrul Alexandru Davila din Pitești, unde din anul 1973 pâna la sfârșitul carierei sale în anul 2010, a jucat în peste 90 de roluri, a fost să fie făcut un adevărat erou romantic, căci din toate dramele lumii numai cele romantice i s-au potrivit perfect. 
A obținut numeroase diplome de onoare, de merit și de excelentă, dar și Titlul de Fiu al Argeșului și Muscelului în anul 2011, pentru personalitate marcantă în domeniul Culturii.

## Roluri în teatru

### Teatrul de Stat din Baia Mare (1960-1961)
- Cleante - "AVARUL" de Molière, regia rtisticǎ Mihai Dimiu
- Evgheni - "Vassa Jeleznova" de M.Gorki, regia artisticǎ Petre Meglei
- Fiul rǎtacitor din piesa cu același nume, de Egon Rannet,regia artisticǎ I.Deloreanu
- Ștefan Mareș - "Secunda 58" de Dorel Dorian, regia artisticǎ I.Deloreanu [2]

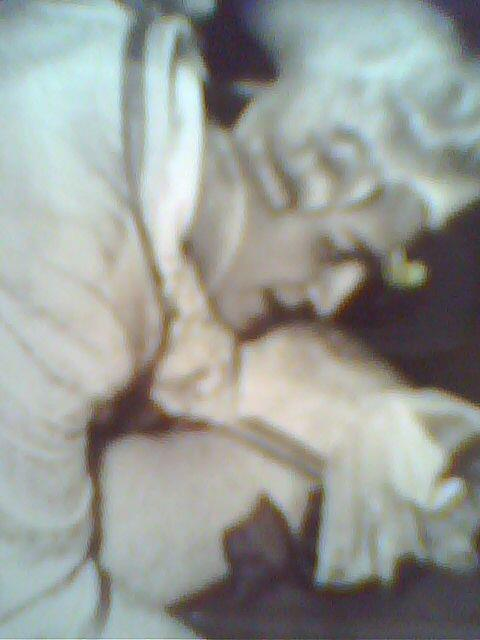
Dumitru Drăgan în rolul lui Cleante, fiul lui Harpagon, 1960

### TeatrulSicǎ AlexandrescuBrașov (1961-1966) (selecție)
- Ștefan Mareș - "Secunda 58" regia artisticǎ Ion Simionescu
- Fǎt Frumos - Înșir-te mǎrgǎrite" de Victor Eftimiu, regia artisticǎ Marius Oniceanu

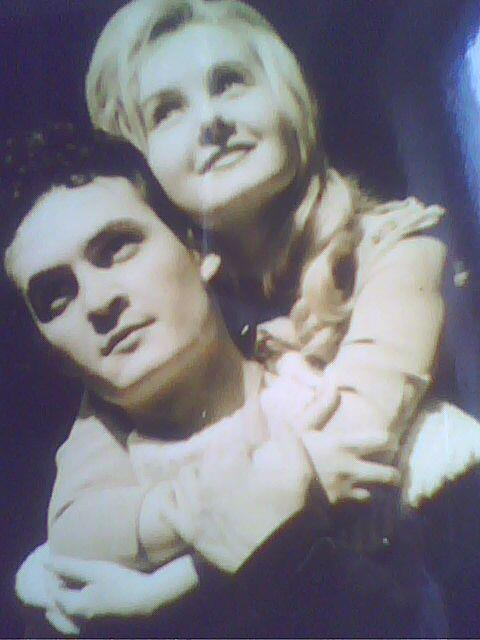
Mio din "Pogoara iarna" de Max Anderson, Brasov 1961

- Mio - "Pogoară iarna" de Max Anderson, regia artisticǎ Ion Simionescu
- Remus Mălureanu - "Costache și viața interioarǎ" de Paul Everac, regia artisticǎ Marius Oniceanu
- Tolea - "Flori vii" de Nikolai Pogodin, regia artistică I.Simionescu
- Ștefan Vardia - "Nota 0 la purtare" de V.Stoenescu
- Jerry Rian - "Doi într-un balansoar" de W.Gibson
- Ștef - "Gradina cu trandafiri" de Andy Andrieș, Premieră pe țară

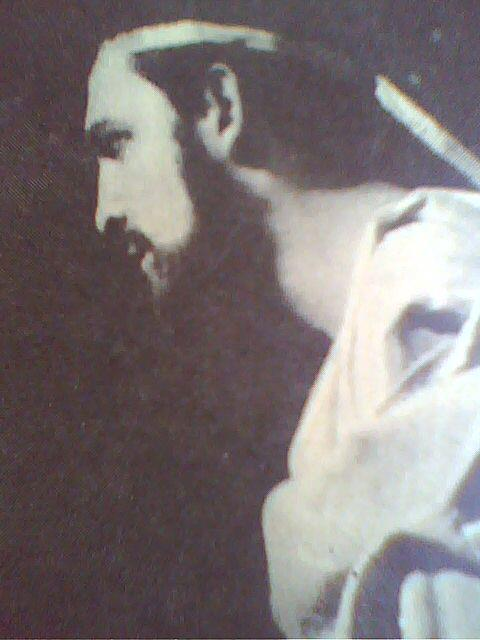
Pericles de W.Shakespeare, Premiera pe tara, Brasov Actul I si II

- Pericles - W.Shakespeare, Premieră pe țară
- Gelu Ruscanu - "Jocul ielelor" de Camil Petrescu, Premierǎ pe țară
- Preotul - "Capcana" de Robert Thomas(trad.Aurel Baranga), regia artistică N.Albani
- Viki Miclescu - "Simple coincidențe" de Paul Everac, regia artistică Ban Ernest
- Alecu Pǎpușarul - "Chirița în Iași" de Vasile Alecsandri
- Cuza Vodǎ - Aniversare Alexandru Ioan Cuza 24 ianuarie 1965

### TeatrulBarbu DelavranceaBucurești (1966-1968)

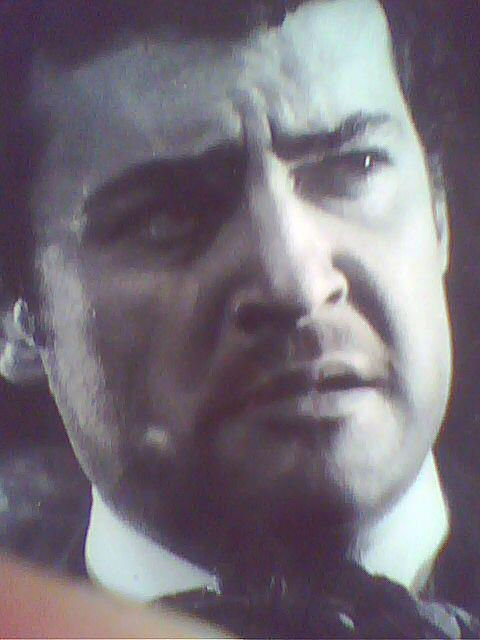
Neznamov din "Vinovaţi fără vină" de Ostrovski, 1966

- Neznamov - "Vinovați farǎ vinǎ" de A.N.Ostrovski
- Maurizio - "Noaptea la drumul mare" de Renato Lelly

### Teatrul Tineretului din Piatra Neamț (1968-1969)
- Ștefan Valeriu - "Jocul de-a vacanța" de Mihail Sebastian, regia artistică Gabriel Negri

### Teatrul Municipal din Baia Mare (1969-1971) (selecție)
- Mortimer - "Maria Stuart" de Schiller, regia artistică Ion Deloreanu
- Teodosie - "Câinele grădinarului" de Lope de Vega, regia artisticǎ Petru Mihail
- Don Juan - "Dona Juana" de Radu Stanca, regia artisticǎ Dan Alexandrescu
- Marchizul de Posa - "Don Carlos" de F.Schiller
- Mickey Maloy - "Fire de poet" de Eugene O'Neill
- Norbert - "Aventurǎ parizianǎ" de Pierre Barillet
- Moldavian - "Gimnasticǎ sentimentalǎ" de Vasile Voiculescu, regia artistică Petre Sava Băleanu
- George - "ION" de Mihail Sorbul, regia artistică Petre Sava Băleanu
- Tom - "Clipe de viată" de William Saroyan, regia artistica Liviu Ciulei
- Cezar - "Roua și Tutun" de M.R.Iacoban,regia artistică Marius Popescu, Premieră pe țară
- "Cadavrul viu" de Lev Tolstoi, regia artistica Liviu Ciulei, Ion Deloreanu, asistent regie Dumitru Drăgan

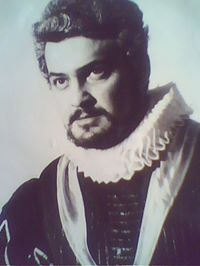
Marchizul de Posa- "Don Carlos", de F. Schiller

### Teatrul de Dramă și Comedie din Constanța (1971-1973)
- Nicu Dumitran - "Nota zero la purtare" de Octavian Sava, regia artistică Gheorghe Jora
- Crainic - "Omul care..." de Horia Lovinescu, regia artistică Gheorghe Jora
- Vasile Buliga - "Nu vă jucați cu oltencele" de Gheorghe Vlad, regia artistică Călin P.Florian
- Secretarul Comitetului Municipal - "Între noi doi n-a fost decât tăcere" de Lia Crișan
- Sin Spǎtarul - "Io, Mircea Voievod" de Dan Tǎrchilǎ, regia artisticǎ Constantin Dinischiotu
- Un trimis - "Ifigenia în Taurida" de Euripide
- Minski - "Răzvan și Vidra" de B.P. Hașdeu, regia artistică Mihai Dimiu
- Pinzon - "Isabela, trei caravele și un mare mincinos" de Dario Fo, regia artistică Ion Maximilian

### TeatrulAlexandru Daviladin Pitești (1973-2010) (selecție)

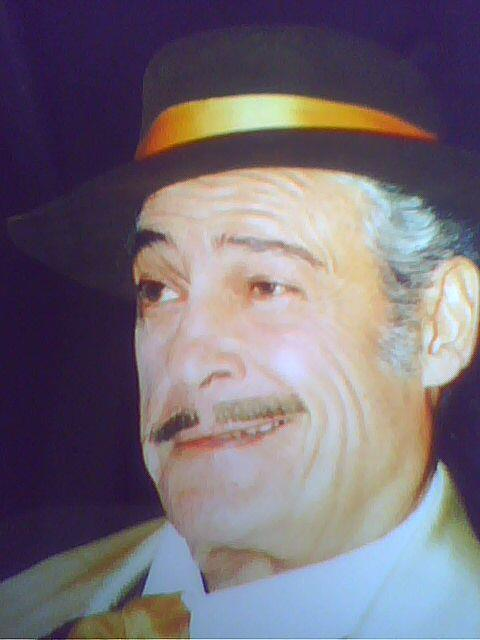
Ion Luca Caragiale

- Iulius Caesar Varano - "Nunta din Perugia" de Al.Kirițescu, regia artistică C.Dinischiotu
- Comisarul - "Omul cu piciorul bandajat" de Francisc Munteanu, regia artistică Mihai Radoslavescu
- Vasca Pepel - "Azilul de noapte" de Maxim Gorki, regia artistică Radu Boroianu
- Aleco Vranias - "Papa se lustruiește" de Spiros Melàs
- Doctorul Negrin - "Armistițiu cu diavolul" de Paul Everac, regia artisticǎ Paul Everac
- Hamza Pașa - "Moartea lui Vlad Țepeș" de Dan Tărchilă
- Dragomir - "Năpasta" de Ion Luca Caragiale
- Murov - "Vinovați fǎrǎ vinǎ" de Nicolai Ostrovski
- Spǎtarul Dragomir - Vlaicu Vodǎ de Alexandru Davila
- Chiriac - O noapte furtunoasǎ de Ion Luca Caragiale
- Howard Wagner - "Moartea unui comis voiajor" de Arthur Miller
- Baronul Belcredi - Henric al IV-lea de Luigi Pirandello
- Jorj Vulturescu - "Urechea mahalalei" de Constantin Rîuleț
- Radu Cristescu- Mielul turbat de Aurel Baranga
- Take - Take, Ianke și Cadâr de Victor Ion Popa
- Decebal - "Voievozi peste veacuri" de Toma Biolan, regia artistică Mihai Radoslavescu
- Abhorson - "Mǎsurǎ pentru mǎsurǎ" de William Shakespeare, regia artisticǎ Mihai Lungeanu
- Primarul - "Audiență la consul" de Ion Brad, regia artistică Mihai Radoslavescu
- Sylvestre - Vicleniile lui Scapin de Jean-Baptiste Molière, regia artistică Constantin Zărnescu
- Radu - "Triunghiul Bermudelor" de Adrian Dohotaru, regia artistică Cristian Hadji-Culea
- Gascogne - "Soția amantului...soției mele" de Georges Feydeau
- Jupân Toni- Gâlcevile din Chioggia de Carlo Goldoni
- Dorn - Pescarușul de Anton Pavlovici Cehov
- Seth - "Stapânul tǎcerii" de Horia Gârbea, regia artisticǎ Matei Varodi
- Doctorul Nincovici - "Doamna Ministru" de Branislav Nušić
- Herb Tucker - Poveste din Hollywood de Neil Simon, regia artistică Dumitru Drăgan
- Decebal Necșulescu - ESCU de Tudor Mușatescu

## Recitaluri de poezie
- Mihai Eminescu- "Trecut-au anii" 1989, Pitești
- George Coșbuc
- Vasile Alecsandri

## Filmografie selectivă
- Dragoste lungǎ de o searǎ, regia artisticǎ Horea Popescu, 1964
- Din nou împreună (1978)
- Vlad Țepeș (1979)
- Clipa (1979)
- Omul care ne trebuie (1979)
- La răscrucea marilor furtuni, regia artistică Mircea Moldovan, 1980
- Raliul (1984)

## Cronici spectacole. Citate
- " Reprezentarea lui "Pericles" de către Teatrul de Stat din Brașov este prima în țara noastră, traducerea lui Tascu Gheorghiu este, de asemenea, prima în limba noastră și ca să zic așa "prima-întâi" față de orice altă valorificare românească a operei........... Structura și construcția dramei conțin dificultăți care pot dezarma, dintru început, multe îndrazneli....... Rolul lui Pericles a fost jucat de tânărul actor Dimitrie Drăgan. Interpretul a jucat rolul ca un erou al unei personalități de poveste, cu mult aplomb, chiar cu noblețe, dar tocmai ca purtător al unei atitudini morale, e de mirare că nu s-a vazut cât este de tânăr!" [3]

- " Din galeria numeroaselor personaje s-a detașat Dimitrie Drăgan care s-a impus paradoxal, dată fiind tinerețea lui, în aventurile de început ale lui Pericles, dar mai ales în ultimele scene. Dând sinceritate și forță deznădejdii bătrânului prinț singuratic și revenirii la viață. Între reușitele notabile ale spectacolului trebuie neapărat să amintim -regăsirea dintre tată și fiică- scenă jucată de Dimitrie Drăgan și Doina Tamaș cu o intensitate a sentimentelor și o simplitate bogată a expresiei la înălțimea textului shakespearean."[4]

- " A fost făcut să fie erou romantic, un June-Prim de " Primă mărime". Din toate dramele lumii numai cele romantice  i s-au potrivit manusă, le-a onorat cu brio. Dar un teatru, nu poate avea la infinit un astfel de repertoriu.  A fost  prin vreo șapte teatre pe care părăsindu-le, "frumosul Drăgan" a lăsat în urmă jale și suspine. Nici o femeie nu l-a putut uita pe acest Mastroiani de o frumusețe irezistibilă, cu un farmec  și o blândețe cuceritoare. I-ar fi trebuit un repertoriu de bulevard, unde ar fi fost amantul perfect așa cum în teatrul romantic era prim-amorezul ideal. La București i-ar fi urmat pe Aurel Munteanu, Constantin Bărbulescu sau Geo Barton. Oricum Miki Drăgan și-a construit o frumoasă carieră, impunându-se ca un actor de farmec  în care forța talentului i-a luminat și mai mult frumusețea", [5]